# Хохо
Хо́хо (англ. Hhohho) — адміністративний округ на північному заході Есватіні. Територія 3 569 км², населення 262 203 (1997). Адміністративний центр — Мбабане. Межує з округами Лубомбо (на сході) та Манзіні (на півдні), а також з Південно-Африканською Республікою на півночі та заході.

## Тінкундлі
- Хуквіні (Hhukwini)
- Лобамба (Lobamba)
- Мадлангемпісі (Madlangempisi)
- Мапхалалені (Maphalaleni)
- Майіване (Mayiwane)
- Східне Мбабане (Mbabane Est)
- західне Мбабане (Mbabane West)
- Мхлангатане (Mhlangatane)
- Мотджане (Motjane)
- Ндзінгені (Ndzingeni)
- Нкхаба (Nkhaba)
- Нтфонджені (Ntfonjeni)
- Піггс-Пік (Piggs Peak)
- Тімпісіні (Timpisini)